# Christal Clashing
Christal Clashing (8 septembre 1989) est une nageuse antiguayenne ayant représenté son pays aux Jeux olympiques d'été de 2004 à Athènes.
Fin 2018, elle traverse l'Atlantique à la rame au sein d'un équipage de quatre femmes antiguayennes. Elles arrivent le 28 janvier 2019 au chantier naval d'Antigua après 47 jours de mer. Début 2022, elle annonce qu'elle participera à une nouvelle traversée à la rame, cette fois sur l'océan pacifique. La course dont le départ est prévue en juin 2023, reliera Monterey en Californie à Kauai.